# Reserestriktioner inom Europeiska unionen till följd av covid-19-pandemin

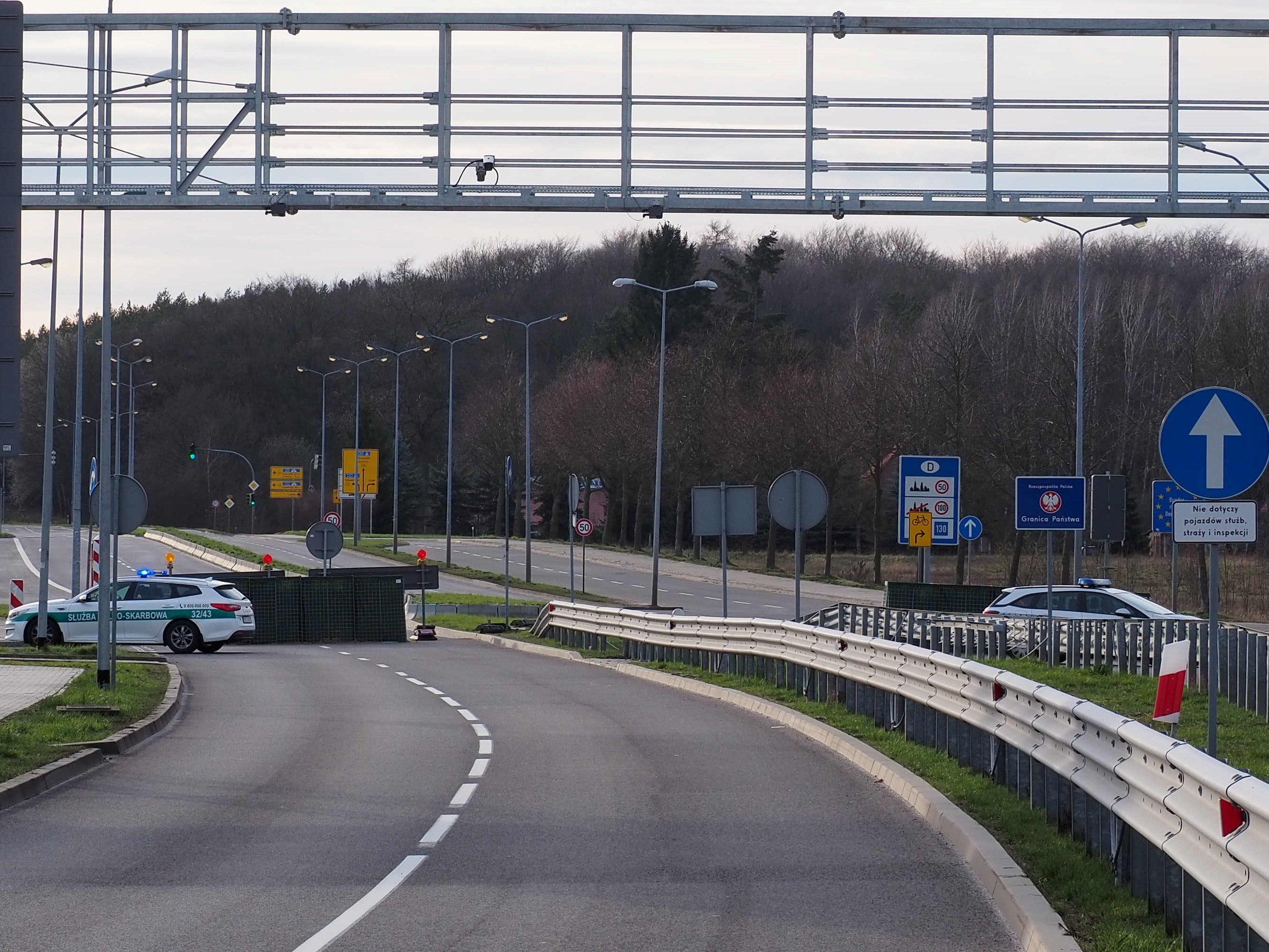
En vägspärr vid gränsen mellan Polen och Tyskland under covid-19-pandemin.

Reserestriktioner inom Europeiska unionen till följd av covid-19-pandemin var begränsningar i rörligheten för personer som infördes av unionens medlemsstater under 2020 i syfte att begränsa spridningen av sars-cov-2-viruset under covid-19-pandemin, men som är helt avskaffade sedan 2023. Reserestriktionerna innefattade ursprungligen begränsningar i den fria rörligheten för personer, inreseförbud från tredjeländer till Europeiska unionen samt införandet av tillfälliga inre gränskontroller inom Schengenområdet. Sådana åtgärder var förenliga med Schengenregelverkets och rörlighetsdirektivets bestämmelser för exceptionella omständigheter, såsom vid ett allvarligt hot mot den inre säkerheten eller folkhälsan, vilket var fallet under covid-19-pandemin.
Covid-19-pandemin var första och hittills enda gången sedan införandet av den fria rörligheten för personer på 1960-talet som unionens medlemsstater kategoriskt vägrade inresa för varandras medborgare. I maj 2022 hade de flesta medlemsstater upphävt sina reserestriktioner och återgått till att tillämpa de ordinarie bestämmelserna i Schengenregelverket och rörlighetsdirektivet. Den 21 oktober 2022 avskaffade Spanien som sista medlemsstat sina inreserestriktioner. Den 13 december 2022 beslutade slutligen Europeiska unionens råd att formellt häva alla rekommenderade reserestriktioner på europeisk nivå. I slutet av 2022 och början av 2023 återinförde dock en rad medlemsstater tillfälliga reserestriktioner mot Kina till följd av omfattande smittspridning i landet; dessa hävdes senare under 2023.

## Historia
De första fallen av covid-19 i Europa bekräftades den 24 januari 2020 i Frankrike. Den 20 februari 2020 antog Europeiska unionens råd sina första slutsatser angående covid-19 och uppmanade både medlemsstaterna och Europeiska kommissionen att vidta åtgärder mot smittspridningen. I mars samma år förklarade Världshälsoorganisationen (WHO) Europa som epicentrum för covid-19-pandemin. Den snabba och utbredda spridningen av sars-cov-2-viruset ledde till att samtliga medlemsstater inom Europeiska unionen vidtog långtgående åtgärder för att motverka smittspridningen. I mitten av mars 2020 hade de flesta medlemsstater infört olika typer av reserestriktioner, både för unionsmedborgare och tredjelandsmedborgare. De flesta medlemsstater inom Schengenområdet införde även inre gränskontroller för att kontrollera efterlevnaden av reserestriktionerna vid resa inom unionen. Vissa medlemsstater, däribland Italien, begränsade även rörelsefriheten inom sitt eget territorium.
I april 2020 började smittspridningen att sjunka och kommissionen antog en färdplan för att lätta på åtgärderna mot covid-19. I maj 2020 utfärdade kommissionen ett meddelande om ett stegvist och samordnat återställande av den fria rörligheten och avskaffande av de inre gränskontrollerna. De flesta medlemsstater öppnade upp för resande och avskaffade sina inre gränskontroller i mitten av juni 2020. Under andra halvan av 2020 började dock smittspridningen ta fart igen på grund av nya varianter av sars-cov-2 med högre smittsamhet än tidigare, vilket ledde till en ny omgång av reserestriktioner. Flera medlemsstater införde inre gränskontroller på nytt i början av 2021. Samtidigt inleddes en omfattade vaccinationskampanj för att göra en så stor del av befolkningen som möjligt immun mot sjukdomen. Parallellt med detta lade kommissionen fram ett lagförslag om ett gemensamt digitalt covidintyg för att underlätta resande över gränserna. Lagförslaget godkändes av Europaparlamentet och Europeiska unionens råd den 14 juni 2021 och trädde i kraft den 1 juli 2021. Därmed underlättades möjligheten att röra sig fritt mellan medlemsstaterna för personer som till exempel hade vaccinerat sig. Samtidigt efterlyste Europaparlamentet ett gemensamt regelverk för reserestriktioner.
Under början av 2022 tilltog smittspridningen på nytt, men antalet allvarliga sjukdomsfall och dödsfall begränsades, till stor del på grund av den utbredda vaccinationstäckningen som hade uppnåtts. Följaktligen började flera medlemsstater att helt avskaffa sina reserestriktioner och andra åtgärder som vidtagits till följd av covid-19-pandemin, till exempel krav på munskydd i kollektivtrafiken. I mitten av 2022 hade majoriteten av medlemsstaterna avskaffat sina reserestriktioner. I juni 2022 offentliggjorde Europeiska revisionsrätten en särskild rapport om den fria rörligheten under covid-19-pandemin där skarp kritik riktades mot både medlemsstaterna och kommissionen för bland annat bristande samordning av reserestriktionerna. Den 21 oktober 2022 avskaffade Spanien som sista medlemsstat sina inreserestriktioner. Den 13 december 2022 beslutade slutligen Europeiska unionens råd att formellt häva alla rekommenderade reserestriktioner på europeisk nivå. I slutet av 2022 och början av 2023 införde dock en rad medlemsstater reserestriktioner mot Kina till följd av omfattande smittspridning i landet; dessa hävdes senare under 2023.
I januari 2023 presenterade Europeiska revisionsrätten en särskild rapport om verktygen för att underlätta resor inom unionen under covid-19-pandemin. Av alla verktyg som utvecklades på europeisk nivå var det, enligt revisionsrätten, endast unionens digitala covidintyg som hade haft en stor betydelse för att underlätta resande. Övriga verktyg, till exempel en gemensam europeisk nätslusstjänst för kontaktspårning, hade knappt använts alls av medlemsstaterna.
Den 5 december 2023 konstaterade EU-domstolen i en dom att reserestriktionerna under covid-19-pandemin, såsom reseförbud och krav på testning och karantän, var förenliga med unionsrätten, under förutsättning att de vidtogs med hänsyn till bland annat proportionalitetsprincipen och principen om icke-diskriminering.

## Begränsningar i den fria rörligheten för personer

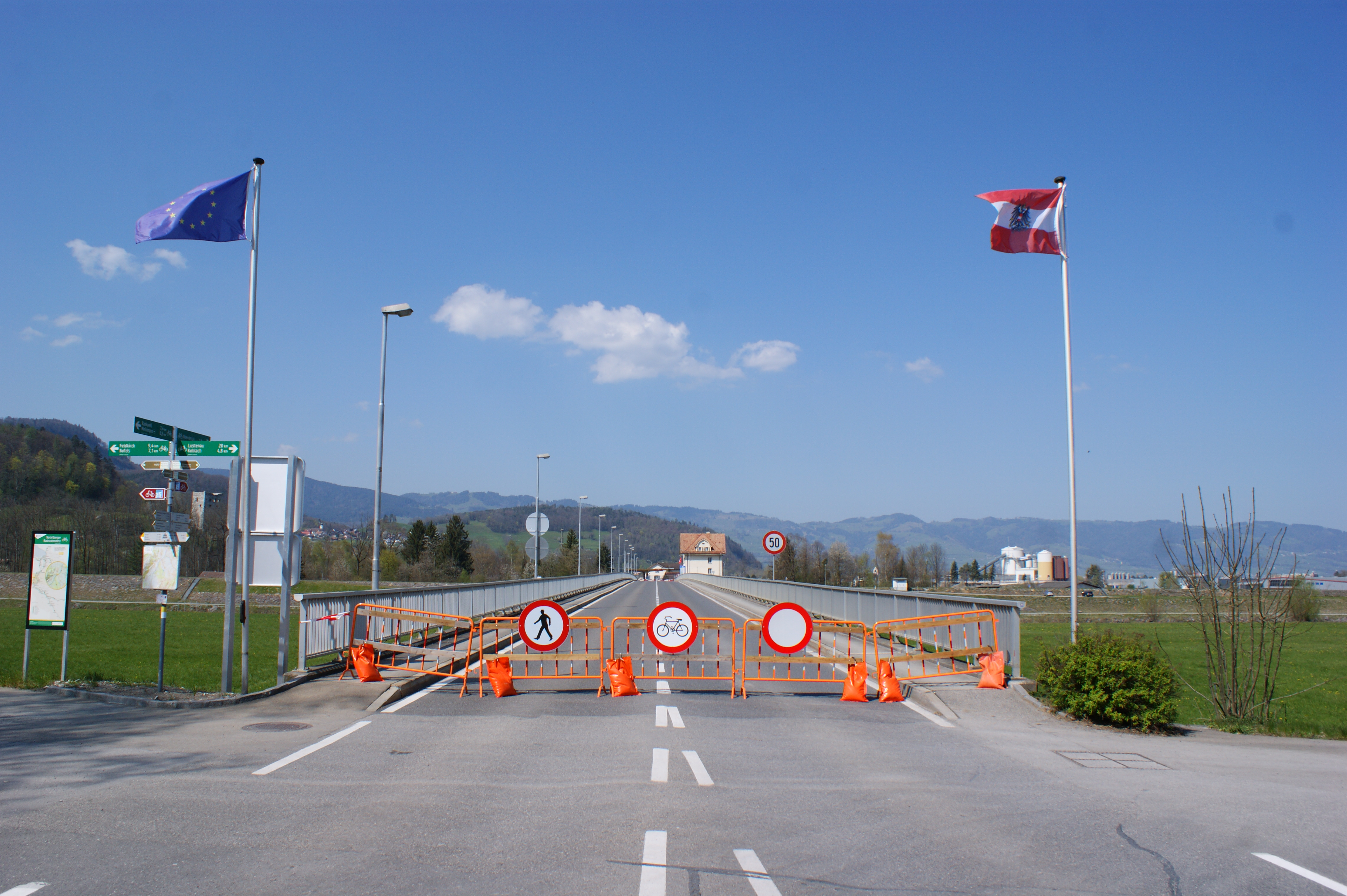
Avstängd väg mellan Österrike och Schweiz på grund av covid-19-pandemin.

Till följd av covid-19-pandemin införde samtliga medlemsstater begränsningar i rätten för unionsmedborgare och deras familjemedlemmar att röra sig fritt mellan medlemsstaterna, i enlighet med rörlighetsdirektivets bestämmelser om sådana begränsningar med hänsyn till folkhälsa. I mars 2020 infördes begränsningar mellan de flesta medlemsstater och innebar i många fall inreseförbud för alla utom vissa kategorier av personer, till exempel de egna medborgarna och personer bosatta i en medlemsstat.
I oktober 2020 enades Europeiska unionens råd om en icke-bindande rekommendation om en samordnad strategi för begränsningar i den fria rörligheten med anledning av covid-19-pandemin. Genom rekommendationen uppmanades medlemsstaterna att använda sig av obligatorisk testning eller karantän istället för inreseförbud för att begränsa spridningen av sars-cov-2-viruset. Samtidigt infördes en gemensam förteckning över vissa kategorier av personer som rådet uppmanade skulle undantas från eventuella karantänkrav, däribland transportarbetare och transporttjänstleverantörer i syfte att skydda den fria rörligheten för varor. Egna medborgare och unionsmedborgare och deras familjemedlemmar bosatta i en medlemsstat skulle under alla omständigheter tillåtas resa in, enligt rekommendationen. Vidare föreskrev rekommendationen att alla begränsningar i den fria rörligheten för personer var tvungna att vara förenliga med unionsrättens allmänna principer, särskilt principerna om proportionalitet och icke-diskriminering. Till exempel uppmanades medlemsstaterna att behandla unionsmedborgare bosatta inom det egna territoriet likvärdigt med de egna medborgarna. Genom rekommendationen infördes även en trafikljuskarta med tre olika färger för att klassificera den epidemiologiska situationen i olika delar av medlemsstaterna. Europeiska smittskyddsmyndigheten (ECDC) fick i uppdrag att kontinuerligt uppdatera trafikljuskartan baserat på specifika kriterier som fastställdes i rekommendationen. Enligt rekommendationen skulle reserestriktioner inte basera sig på en persons nationalitet utan var personen hade befunnit sig de föregående 14 dagarna och då med utgångspunkt i trafikljuskartan. Samtidigt fick Europeiska kommissionen i uppdrag att ta fram en webbplattform Re-open EU för att löpande tillhandahålla information till allmänheten om gällande reserestriktioner. Genom en särskild rekommendation som antogs i slutet av oktober 2020 införlivades den föregående rekommendationen i Schengenregelverket och blev därmed även föremål för Schengenländerna Island, Liechtenstein, Norge och Schweiz.
Rekommendationen om begränsningar i den fria rörligheten för personer uppdaterades två gånger under 2021. Den 1 februari 2021 antogs en ändring som bland annat innebar införandet av en mörkröd kategori för trafikljuskartan i syfte att införa striktare reserestriktioner mot personer från områden med exceptionellt hög smittspridning. Den 14 juni 2021 antogs ytterligare ändringar om kraven på testning och karantän för personer resande från olika områden. Samtidigt anpassades rekommendationen till införandet av unionens digitala covidintyg.
Den 25 januari 2022 antog rådet en helt ny rekommendation som blev tillämplig den 1 februari 2022 och då ersatte den tidigare rekommendationen om begräsningar i den fria rörligheten för personer. Den nya rekommendationen gick delvis ifrån reserestriktioner baserade på trafikljuskartan och uppmanade istället medlemsstaterna att vidta reserestriktioner utifrån individuella bedömningar, såsom att personen var vaccinerad, och inte utifrån varifrån individen kom. Som utgångspunkt skulle personer med ett giltigt digitalt covidintyg kunna utöva sin rätt till fri rörlighet helt obegränsat, dock med undantag för vissa fall, till exempel om en person kom från ett högriskområde där smittspridningen var mycket omfattande. Det var dock i slutändan upp till varje medlemsstat att bestämma vilka inresevillkor som skulle ställas med hänsyn till folkhälsa, i enlighet med rörlighetsdirektivets bestämmelser.
Den 13 december 2022 beslutade rådet att ändra rekommendationen om fri rörlighet under covid-19-pandemin så att i princip alla reserestriktioner rekommenderades att avskaffas, utom i det fall att covid-19-pandemin skulle förvärras på nytt.

### Undantagna kategorier av personer
Enligt den rekommendation som utfärdades av Europeiska unionens råd den 13 oktober 2020 uppmanades medlemsstaterna att undanta nedanstående kategorier av personer från eventuella karantänkrav om de hade en nödvändig funktion eller ett nödvändigt behov av att resa. De kunde dock fortfarande vara föremål för andra reserestriktioner, såsom obligatorisk testning. Det var i slutändan upp till varje medlemsstat att besluta om reserestriktioner i enlighet med bestämmelserna i rörlighetsdirektivet och annan unionsrätt.
- Arbetstagare eller egenföretagare som utövar kritiska yrken, däribland sjukvårdspersonal, gränsarbetare, utstationerade arbetstagare och säsongsarbetare (enligt riktlinjerna för fri rörlighet för arbetstagare under utbrottet av covid-19)
- Transportarbetare eller transporttjänstleverantörer, inbegripet förare av transportfordon som antingen transporterar varor för användning inom territoriet eller endast transiterar
- Patienter som reser av tvingande medicinska skäl
- Elever, studenter och praktikanter som dagligen reser utomlands
- Personer som reser av tvingande familjeskäl eller tvingande affärsmässiga skäl
- Diplomater, personal vid internationella organisationer och personer som bjudits in av internationella organisationer och vars fysiska närvaro krävs för att dessa organisationer ska fungera väl, militär personal och poliser samt biståndsarbetare och civilskyddspersonal när de utför sina uppgifter
- Transitpassagerare
- Sjöfolk
- Journalister, i deras yrkesutövning

Genom rekommendationen som utfärdades den 1 februari 2021 uppmanades dock medlemsstaterna att införa obligatorisk testning och karantän för ovannämnda kategorier av personer vid resa från mörkröda områden, dock med undantag för transportarbetare och transporttjänstleverantörer. Samtidigt infördes även vissa undantag för personer boende i gränsregioner, särskilt i de fall den epidemiologiska situationen på båda sidor av gränsen var jämförbar. Genom rekommendationen som utfärdades den 14 juni 2021 undantogs även barn under tolv år från eventuella krav på obligatorisk testning.
I rekommendationen som utfärdades den 25 januari 2022 uppmanades medlemsstaterna att undanta nedanstående kategorier av personer från eventuella reserestriktioner:
- Transportarbetare eller transporttjänstleverantörer, däribland förare av och besättning på transportfordon som antingen transporterar varor för användning inom territoriet eller endast transiterar
- Patienter som reser av tvingande medicinska skäl
- Sjöfolk
- Personer som bor i gränsregioner och reser över gränsen dagligen eller ofta av skäl som rör arbete, affärsverksamhet, utbildning, familj, sjukvård eller vård
- Barn under tolv år

## Inreseförbud från tredjeländer till Europeiska unionen
Den 16 mars 2020 rekommenderade Europeiska kommissionen medlemsstaterna inom Schengenområdet att under 30 dagar införa tillfälliga reserestriktioner för icke-nödvändiga resor från tredjeländer till Europeiska unionen i syfte att begränsa spridningen av sars-cov-2-viruset. Rekommendationen innebar en begränsning i de normala bestämmelserna som dittills hade tillåtit tredjelandsmedborgare och unionsmedborgare att resa in i Schengenområdet om de uppfyllde vissa inresevillkor enligt Schengenkodexen respektive innehade en giltig resehandling enligt rörlighetsdirektivets bestämmelser. I enlighet med Schengenkodexens och rörlighetsdirektivets bestämmelser kunde dessa ordinarie bestämmelser begränsas vid hot mot folkhälsan, dock endast på nationell nivå och inte direkt på europeisk nivå. Stats- eller regeringscheferna i Europeiska rådet enades den 17 mars 2020 om att genomföra reserestriktionerna på nationell nivå och den 26 mars 2020 om att tillämpa dessa reserestriktioner samordnat. Irland valde som enda medlemsstat att frångå det gemensamma inreseförbudet i syfte att upprätthålla den gemensamma resezonen med Storbritannien. Eftersom inreseförbudet berörde Schengenregelverket inkluderades Schengenländerna Island, Liechtenstein, Norge och Schweiz i samordningen. Den 30 mars 2020 presenterade kommissionen en vägledning för medlemsstaterna om genomförandet av inreseförbudet. Inreseförbudet innebar att i stort sett alla resor från tredjeländer tillfälligt förbjöds, dock med undantag för vissa kategorier av personer, däribland unionsmedborgare och deras familjemedlemmar samt personer med en nödvändig funktion eller ett nödvändigt behov av att resa, till exempel hälso- och sjukvårdspersonal.
Kommissionen uppmanade medlemsstaterna att förlänga sina inreseförbud i ytterligare 30 dagar den 8 april 2020 samt den 8 maj 2020, vilket innebar att inreseförbudet förlängdes till den 15 juni 2020. Den 11 juni 2020 uppmanade kommissionen medlemsstaterna att förlänga inreseförbudet till den 30 juni 2020 och samtidigt anta en gemensam strategi för att gradvis avskaffa reserestriktionerna. Den 12 juni 2020 utfärdade kommissionen riktlinjer för återupptagandet av viseringsverksamheten enligt den gemensamma viseringspolitiken. Den 30 juni 2020 antog Europeiska unionens råd en icke-bindande rekommendation om det gradvisa avskaffandet av inreseförbudet. Enligt rekommendationen skulle medlemsstaterna gradvis avskaffa sina inreseförbud mot de tredjeländer som fanns fastställda i rekommendationen. Listan över dessa tredjeländer uppdaterades regelbundet med hänsyn till det förändrade epidemiologiska läget i respektive tredjeland. I februari 2021 gjordes vissa uppdateringar av rekommendationen, bland annat av kriterierna som låg till grund för vilka tredjeländer som inreserestriktionerna skulle avskaffas för. I maj 2021 enades rådet om att tillåta fullt vaccinerade personer från tredjeländer att resa in i Schengenområdet igen. Den nya rekommendationen innebar att medlemsstaterna kunde tillåta tredjelandsmedborgare som hade fullföljt sin vaccinering med ett godkänt vaccin minst två veckor innan resan att resa in i Schengenområdet. Ytterligare uppdateringar av de rekommenderade bestämmelserna gjordes genom en rekommendation den 22 februari 2022.
Den 13 december 2022 antog rådet en ny rekommendation som innebar att alla inreseförbud från tredjeländer till Europeiska unionen rekommenderades att avskaffas per den 22 december 2022, utom i det fall att en allvarligt förvärrad epidemiologisk situation skulle uppstå.

### Undantagna kategorier av personer
Genom den rekommendation som utfärdades av Europeiska unionens råd den 30 juni 2020 uppmanades medlemsstaterna att undanta nedanstående kategorier av personer från inreseförbudet. De kunde dock fortfarande vara föremål för andra reserestriktioner, såsom obligatorisk testning eller karantän. Det var i slutändan upp till varje medlemsstat att besluta om reserestriktioner i enlighet med bestämmelserna i Schengenregelverket, rörlighetsdirektivet och annan unionsrätt.
- Unionsmedborgare och andra personer som åtnjuter fri rörlighet enligt unionsrätten samt deras respektive familjemedlemmar.
- Varaktigt bosatta och personer som härleder sin uppehållsrätt från andra direktiv eller nationell lagstiftning eller som innehar nationella viseringar för längre vistelse samt deras respektive familjemedlemmar.
- Personer som har en nödvändig funktion eller ett nödvändigt behov av att resa:
  - Hälso- och sjukvårdspersonal, forskare inom hälso- och sjukvård samt personal inom äldreomsorgen
  - Gränsarbetare
  - Säsongsarbetare inom jordbruket
  - Transportpersonal
  - Diplomater, personal vid internationella organisationer och personer som bjudits in av internationella organisationer och vars fysiska närvaro krävs för att dessa organisationer ska fungera väl, militär personal och biståndsarbetare och civilskyddspersonal när de utför sina uppgifter
  - Transitpassagerare
  - Passagerare som reser av tvingande familjeskäl
  - Sjöfolk
  - Personer i behov av internationellt skydd eller som har andra humanitära skäl
  - Tredjelandsmedborgare som reser för studier
  - Högkvalificerade arbetstagare från tredjeland om deras arbetsinsats är nödvändig ur ett ekonomiskt perspektiv och arbetet inte kan skjutas upp eller utföras utomlands

### Tredjeländer för vilka inreseförbudet gradvis avvecklats
I enlighet med rådets rekommendationer skulle medlemsstaterna gradvis avveckla inreseförbudet för nedanstående tredjeländer med hänsyn till den epidemiologiska situationen i respektive tredjeland. Reserestriktionerna skulle, enligt rekommendationerna, grunda sig på var en tredjelandsmedborgare var bosatt och inte vilket medborgarskap han eller hon hade. Även ömsesidighet i avskaffandet av reserestriktionerna skulle beaktas av medlemsstaterna. Förteckningen över dessa tredjeländer uppdaterades löpande av rådet med hänsyn till den epidemiologiska utvecklingen. Personer bosatta i Andorra, Monaco, San Marino och Vatikanstaten skulle enligt rekommendationen betraktas som bosatta inom Europeiska unionen.
| Tredjeland              | Inreseförbudet rekommenderas av Europeiska unionens råd att avvecklas för respektive tredjeland sedan... | Inreseförbudet rekommenderas av Europeiska unionens råd att avvecklas för respektive tredjeland sedan... | Inreseförbudet rekommenderas av Europeiska unionens råd att avvecklas för respektive tredjeland sedan... | Inreseförbudet rekommenderas av Europeiska unionens råd att avvecklas för respektive tredjeland sedan... | Inreseförbudet rekommenderas av Europeiska unionens råd att avvecklas för respektive tredjeland sedan... | Inreseförbudet rekommenderas av Europeiska unionens råd att avvecklas för respektive tredjeland sedan... | Inreseförbudet rekommenderas av Europeiska unionens råd att avvecklas för respektive tredjeland sedan... | Inreseförbudet rekommenderas av Europeiska unionens råd att avvecklas för respektive tredjeland sedan... | Inreseförbudet rekommenderas av Europeiska unionens råd att avvecklas för respektive tredjeland sedan... | Inreseförbudet rekommenderas av Europeiska unionens råd att avvecklas för respektive tredjeland sedan... | Inreseförbudet rekommenderas av Europeiska unionens råd att avvecklas för respektive tredjeland sedan... | Inreseförbudet rekommenderas av Europeiska unionens råd att avvecklas för respektive tredjeland sedan... | Inreseförbudet rekommenderas av Europeiska unionens råd att avvecklas för respektive tredjeland sedan... | Inreseförbudet rekommenderas av Europeiska unionens råd att avvecklas för respektive tredjeland sedan... | Inreseförbudet rekommenderas av Europeiska unionens råd att avvecklas för respektive tredjeland sedan... | Inreseförbudet rekommenderas av Europeiska unionens råd att avvecklas för respektive tredjeland sedan... | Inreseförbudet rekommenderas av Europeiska unionens råd att avvecklas för respektive tredjeland sedan... | Inreseförbudet rekommenderas av Europeiska unionens råd att avvecklas för respektive tredjeland sedan... | Inreseförbudet rekommenderas av Europeiska unionens råd att avvecklas för respektive tredjeland sedan... | Inreseförbudet rekommenderas av Europeiska unionens råd att avvecklas för respektive tredjeland sedan... | Inreseförbudet rekommenderas av Europeiska unionens råd att avvecklas för respektive tredjeland sedan... | Inreseförbudet rekommenderas av Europeiska unionens råd att avvecklas för respektive tredjeland sedan... |
| Tredjeland              | 2020-06-30                                                                                               | 2020-07-16                                                                                               | 2020-07-31                                                                                               | 2020-08-08                                                                                               | 2020-10-22                                                                                               | 2020-12-16                                                                                               | 2021-01-28                                                                                               | 2021-05-06                                                                                               | 2021-06-03                                                                                               | 2021-06-18                                                                                               | 2021-07-01                                                                                               | 2021-07-15                                                                                               | 2021-08-30                                                                                               | 2021-09-09                                                                                               | 2021-09-23                                                                                               | 2021-10-08                                                                                               | 2021-10-29                                                                                               | 2021-11-09                                                                                               | 2021-11-18                                                                                               | 2021-12-02                                                                                               | 2022-01-17                                                                                               | 2022-12-22                                                                                               |
| ----------------------- | --- | --- | --- | --- | --- | --- | --- | --- | --- | --- | --- | --- | --- | --- | --- | --- | --- | --- | --- | --- | --- | --- |
| Albanien                | Nej | Nej | Nej | Nej | Nej | Nej | Nej | Nej | Nej | Ja | Ja | Ja | Ja | Nej | Nej | Nej | Nej | Nej | Nej | Nej | Nej | Ja |
| Algeriet                | Ja | Ja | Nej | Nej | Nej | Nej | Nej | Nej | Nej | Nej | Nej | Nej | Nej | Nej | Nej | Nej | Nej | Nej | Nej | Nej | Nej | Ja |
| Argentina               | Nej | Nej | Nej | Nej | Nej | Nej | Nej | Nej | Nej | Nej | Nej | Nej | Nej | Nej | Nej | Nej | Ja | Ja | Ja | Ja | Nej | Ja |
| Armenien                | Nej | Nej | Nej | Nej | Nej | Nej | Nej | Nej | Nej | Nej | Ja | Ja | Ja | Nej | Nej | Nej | Nej | Nej | Nej | Nej | Nej | Ja |
| Australien              | Ja | Ja | Ja | Ja | Ja | Ja | Ja | Ja | Ja | Ja | Ja | Ja | Ja | Ja | Ja | Ja | Ja | Ja | Ja | Ja | Nej | Ja |
| Azerbajdzjan            | Nej | Nej | Nej | Nej | Nej | Nej | Nej | Nej | Nej | Nej | Ja | Ja | Ja | Nej | Nej | Nej | Nej | Nej | Nej | Nej | Nej | Ja |
| Bahrain                 | Nej | Nej | Nej | Nej | Nej | Nej | Nej | Nej | Nej | Nej | Nej | Nej | Nej | Nej | Nej | Ja | Ja | Ja | Ja | Ja | Ja | Ja |
| Bosnien och Hercegovina | Nej | Nej | Nej | Nej | Nej | Nej | Nej | Nej | Nej | Nej | Ja | Ja | Ja | Ja | Nej | Nej | Nej | Nej | Nej | Nej | Nej | Ja |
| Brunei                  | Nej | Nej | Nej | Nej | Nej | Nej | Nej | Nej | Nej | Nej | Ja | Ja | Ja | Nej | Nej | Nej | Nej | Nej | Nej | Nej | Nej | Ja |
| Chile                   | Nej | Nej | Nej | Nej | Nej | Nej | Nej | Nej | Nej | Nej | Nej | Nej | Nej | Nej | Ja | Ja | Ja | Ja | Ja | Ja | Ja | Ja |
| Colombia                | Nej | Nej | Nej | Nej | Nej | Nej | Nej | Nej | Nej | Nej | Nej | Nej | Nej | Nej | Nej | Nej | Ja | Ja | Ja | Ja | Ja | Ja |
| Förenade arabemiraten   | Nej | Nej | Nej | Nej | Nej | Nej | Nej | Nej | Nej | Nej | Nej | Nej | Nej | Nej | Nej | Ja | Ja | Ja | Ja | Ja | Ja | Ja |
| Georgien                | Ja | Ja | Ja | Ja | Nej | Nej | Nej | Nej | Nej | Nej | Nej | Nej | Nej | Nej | Nej | Nej | Nej | Nej | Nej | Nej | Nej | Ja |
| Indonesien              | Nej | Nej | Nej | Nej | Nej | Nej | Nej | Nej | Nej | Nej | Nej | Nej | Nej | Nej | Nej | Nej | Nej | Nej | Ja | Ja | Ja | Ja |
| Israel                  | Nej | Nej | Nej | Nej | Nej | Nej | Nej | Ja | Ja | Ja | Ja | Ja | Nej | Nej | Nej | Nej | Nej | Nej | Nej | Nej | Nej | Ja |
| Japan                   | Ja | Ja | Ja | Ja | Ja | Ja | Nej | Nej | Ja | Ja | Ja | Ja | Ja | Nej | Nej | Nej | Nej | Nej | Nej | Nej | Nej | Ja |
| Jordanien               | Nej | Nej | Nej | Nej | Nej | Nej | Nej | Nej | Nej | Nej | Ja | Ja | Ja | Ja | Ja | Ja | Ja | Ja | Ja | Nej | Nej | Ja |
| Kanada                  | Ja | Ja | Ja | Ja | Nej | Nej | Nej | Nej | Nej | Nej | Ja | Ja | Ja | Ja | Ja | Ja | Ja | Ja | Ja | Ja | Nej | Ja |
| Kina(1)                 | Ja | Ja | Ja | Ja | Ja | Ja | Ja | Ja | Ja | Ja | Ja | Ja | Ja | Ja | Ja | Ja | Ja | Ja | Ja | Ja | Ja | Ja |
| Kosovo                  | Nej | Nej | Nej | Nej | Nej | Nej | Nej | Nej | Nej | Nej | Ja | Ja | Nej | Nej | Nej | Nej | Nej | Nej | Nej | Nej | Nej | Ja |
| Kuwait                  | Nej | Nej | Nej | Nej | Nej | Nej | Nej | Nej | Nej | Nej | Nej | Nej | Nej | Nej | Ja | Ja | Ja | Ja | Ja | Ja | Ja | Ja |
| Libanon                 | Nej | Nej | Nej | Nej | Nej | Nej | Nej | Nej | Nej | Ja | Ja | Ja | Nej | Nej | Nej | Nej | Nej | Nej | Nej | Nej | Nej | Ja |
| Marocko                 | Ja | Ja | Ja | Nej | Nej | Nej | Nej | Nej | Nej | Nej | Nej | Nej | Nej | Nej | Nej | Nej | Nej | Nej | Nej | Nej | Nej | Ja |
| Moldavien               | Nej | Nej | Nej | Nej | Nej | Nej | Nej | Nej | Nej | Nej | Ja | Ja | Ja | Ja | Nej | Nej | Nej | Nej | Nej | Nej | Nej | Ja |
| Montenegro              | Ja | Nej | Nej | Nej | Nej | Nej | Nej | Nej | Nej | Nej | Ja | Ja | Nej | Nej | Nej | Nej | Nej | Nej | Nej | Nej | Nej | Ja |
| Namibia                 | Nej | Nej | Nej | Nej | Nej | Nej | Nej | Nej | Nej | Nej | Nej | Nej | Nej | Nej | Nej | Nej | Ja | Ja | Ja | Nej | Nej | Ja |
| Nordmakedonien          | Nej | Nej | Nej | Nej | Nej | Nej | Nej | Nej | Nej | Ja | Ja | Ja | Nej | Nej | Nej | Nej | Nej | Nej | Nej | Nej | Nej | Ja |
| Nya Zeeland             | Ja | Ja | Ja | Ja | Ja | Ja | Ja | Ja | Ja | Ja | Ja | Ja | Ja | Ja | Ja | Ja | Ja | Ja | Ja | Ja | Ja | Ja |
| Peru                    | Nej | Nej | Nej | Nej | Nej | Nej | Nej | Nej | Nej | Nej | Nej | Nej | Nej | Nej | Nej | Nej | Ja | Ja | Ja | Ja | Ja | Ja |
| Qatar                   | Nej | Nej | Nej | Nej | Nej | Nej | Nej | Nej | Nej | Nej | Ja | Ja | Ja | Ja | Ja | Ja | Ja | Ja | Ja | Ja | Ja | Ja |
| Rwanda                  | Ja | Ja | Ja | Ja | Ja | Ja | Ja | Ja | Ja | Ja | Ja | Nej | Nej | Nej | Ja | Ja | Ja | Ja | Ja | Ja | Ja | Ja |
| Saudiarabien            | Nej | Nej | Nej | Nej | Nej | Nej | Nej | Nej | Nej | Nej | Ja | Ja | Ja | Ja | Ja | Ja | Ja | Ja | Ja | Ja | Ja | Ja |
| Serbien                 | Ja | Nej | Nej | Nej | Nej | Nej | Nej | Nej | Nej | Ja | Ja | Ja | Ja | Nej | Nej | Nej | Nej | Nej | Nej | Nej | Nej | Ja |
| Singapore               | Nej | Nej | Nej | Nej | Ja | Ja | Ja | Ja | Ja | Ja | Ja | Ja | Ja | Ja | Ja | Ja | Ja | Nej | Nej | Nej | Nej | Ja |
| Sydkorea                | Ja | Ja | Ja | Ja | Ja | Ja | Ja | Ja | Ja | Ja | Ja | Ja | Ja | Ja | Ja | Ja | Ja | Ja | Ja | Ja | Ja | Ja |
| Taiwan                  | Nej | Nej | Nej | Nej | Nej | Nej | Nej | Nej | Nej | Ja | Ja | Ja | Ja | Ja | Ja | Ja | Ja | Ja | Ja | Ja | Ja | Ja |
| Thailand                | Ja | Ja | Ja | Ja | Ja | Ja | Ja | Ja | Ja | Ja | Ja | Nej | Nej | Nej | Nej | Nej | Nej | Nej | Nej | Nej | Nej | Ja |
| Tunisien                | Ja | Ja | Ja | Ja | Nej | Nej | Nej | Nej | Nej | Nej | Nej | Nej | Nej | Nej | Nej | Nej | Nej | Nej | Nej | Nej | Nej | Ja |
| Ukraina                 | Nej | Nej | Nej | Nej | Nej | Nej | Nej | Nej | Nej | Nej | Nej | Ja | Ja | Ja | Ja | Ja | Ja | Nej | Nej | Nej | Nej | Ja |
| Uruguay                 | Ja | Ja | Ja | Ja | Ja | Nej | Nej | Nej | Nej | Nej | Nej | Nej | Nej | Ja | Ja | Ja | Ja | Ja | Ja | Ja | Ja | Ja |
| USA                     | Nej | Nej | Nej | Nej | Nej | Nej | Nej | Nej | Nej | Ja | Ja | Ja | Nej | Nej | Nej | Nej | Nej | Nej | Nej | Nej | Nej | Ja |

(1) Med förbehåll för bekräftelse om ömsesidighet.

### Inreseförbudet mot Storbritannien
Till följd av den ökade smittspridningen i Storbritannien av framför allt alfa-varianten av sars-cov-2-viruset började flera medlemsstater att införa inreseförbud från Storbritannien under slutet av 2020. Vid denna tidpunkt omfattades Storbritannien fortfarande av unionsrätten genom avtalet om Storbritanniens utträde ur Europeiska unionen och brittiska medborgare åtnjöt fortfarande samma rätt till fri rörlighet som unionsmedborgare, dock med de begränsningar som införts på grund av hotet mot folkhälsan. Den 22 december 2020 utfärdade Europeiska kommissionen en icke-bindande rekommendation som uppmanade samtliga medlemsstater att införa ett inreseförbud mot Storbritannien i syfte att förhindra spridning av den mer smittsamma virusvarianten, dock med undantag för vissa kategorier av personer.
Den 1 januari 2021 upphörde unionsrätten att vara tillämplig för Storbritannien och därmed kom landet att istället omfattas av inreseförbudet för personer från tredjeländer.

## Tillfälliga inre gränskontroller inom Schengenområdet

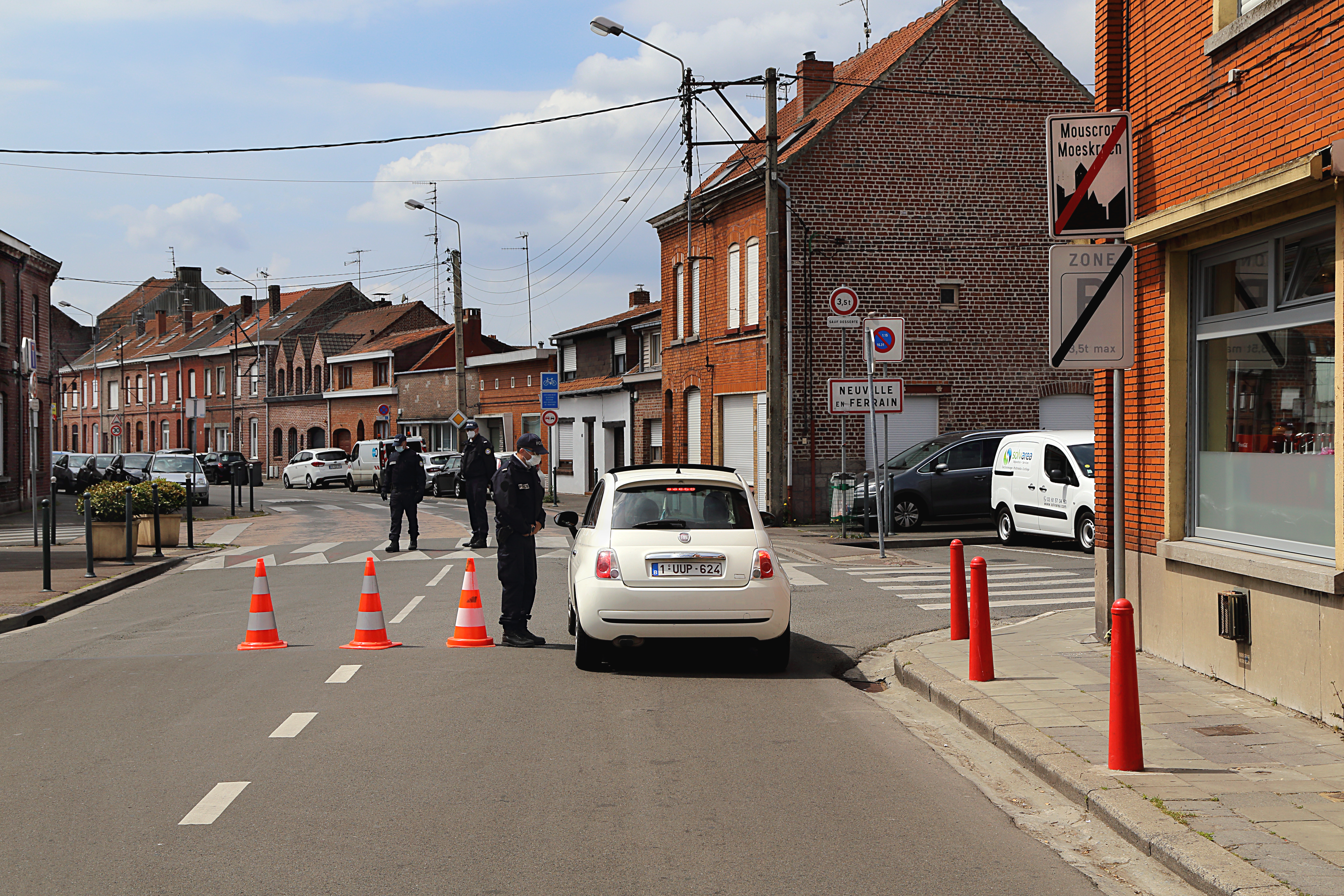
Inre gränskontroll i Mouscron, Belgien, den 16 maj 2020 vid gränsen mot Frankrike.

Till följd av den snabbt tilltagande smittspridningen i Europa i början av mars 2020 införde ett flertal av medlemsstaterna inom Schengenområdet inre gränskontroller. Sådana gränskontroller kunde införas genom särskilda bestämmelser i Schengenkodexen, som tillät inre gränskontroller vid ett allvarligt hot mot den allmänna ordningen eller den inre säkerheten, vilket ansågs vara fallet på grund av covid-19-pandemin.
Införandet av inre gränskontroller påverkade inte i sig rätten för personer att röra sig fritt över gränserna, men i kombination med de olika reserestriktioner som samtidigt infördes innebar de inre gränskontrollerna att det i många fall blev omöjligt för personer att resa in i eller ut ur medlemsstaterna. Många medlemsstater begränsade antalet gränsövergångsställen och i vissa fall förseglades delar av de inre gränserna helt.
De flesta inre gränskontroller avvecklades i mitten av juni 2020 när smittspridningen hade gått ner, men i början av 2021 införde vissa medlemsstater återigen inre gränskontroller till följd av ökad smittspridning. Dessa gränskontroller avvecklades i sin tur senare under 2021 och ersattes i de flesta fall av hälsokontroller med fokus på kontroll av covidintyg istället för konventionella inresekontroller.

## Åtgärder för att underlätta fri rörlighet under covid-19-pandemin
En rad åtgärder vidtogs under covid-19-pandemin för att underlätta viss rörlighet över gränserna trots de införda reserestriktionerna. Åtgärderna syftade bland annat till att upprätthålla den fria rörligheten för varor och rörligheten för vissa kategorier av personer, till exempel hälso- och sjukvårdspersonal. Genom införandet av ett gemensamt digitalt covidintyg i mitten av 2021 blev det möjligt för många unionsmedborgare att återigen utöva sin rätt till fri rörlighet.

### Åtgärder för att underlätta transporter
En av de första åtgärderna som vidtogs på europeisk nivå för att mildra effekterna av reserestriktionerna var en anpassning av förordningen om ankomst- och avgångstider för flygbolag. Innan covid-19-pandemin bröt ut var flygbolagen tvungna att utnyttja minst 80 procent av sina tilldelade ankomst- och avgångstider inom en viss tidtabellsperiod för att få behålla företräde till samma serie av ankomst- och avgångstider under nästkommande tidtabellsperiod. Den stora nedgången i flygresandet till följd av covid-19-pandemin ledde dock till att många flygbolag ställde in sina flygavgångar och därmed nådde under tröskelvärdet på 80 procent. Den 30 mars 2020 antog därför Europaparlamentet och Europeiska unionens råd en förordning om att tillfälligt undanta flygbolagen från de ordinarie bestämmelserna om tilldelning av ankomst- och avgångstider för perioden 1 mars 2020–24 oktober 2020. Denna period förlängdes till den 27 mars 2021 genom en delegerad förordning av Europeiska kommissionen den 14 oktober 2020. Den 16 februari 2021 antog Europaparlamentet och Europeiska unionens råd en ny förordning om undantagsregler för perioden efter den 27 mars 2021.
Europeiska kommissionen antog även en rad olika riktlinjer för att förtydliga hur olika delar av unionsrätten gällande transporter skulle tillämpas under covid-19-pandemin. I mitten av mars 2020 förtydligade kommissionen att bestämmelserna om passagerarrättigheter inom Europeiska unionen gällde oförändrat. I maj 2020 antog kommissionen en icke-bindande rekommendation om värdebevis som erbjuds passagerare och resenärer som ett alternativ till ersättning för inställda paketresetjänster och transporttjänster. Under 2020 antog kommissionen även riktlinjer för att underlätta flygtrafik, för skydd av hälsa, hemtransport och researrangemang för sjöfolk, passagerare och andra personer ombord på fartyg, samt om att gradvis återställa transporttjänster och kommunikationer.

### Åtgärder för att underlätta fri rörlighet för varor
För att säkerställa att reserestriktionerna inte hindrade den fria rörligheten för varor antog Europeiska kommissionen i mars 2020 riktlinjer för bland annat införandet av ”gröna körfält” och ”gröna gränsövergångar” i syfte att underlätta rörligheten av akut- och varutransporter mellan medlemsstaterna. Kommissionen uppmanade bland annat medlemsstaterna att hålla alla gränser öppna för godstransportfordon, oavsett vilka varor de transporterade, och säkerställa att passagen av gröna gränsövergångar i till exempel det transeuropeiska transportnätet (TEN-T) inte tog mer än 15 minuter, inklusive alla kontroller och all hälsoscreening av transportarbetare.

### Åtgärder för att underlätta fri rörlighet för arbetstagare
Den 30 mars 2020 antog kommissionen riktlinjer för fri rörlighet för arbetstagare i syfte att säkerställa rörligheten av arbetstagare inom kritiska yrken, till exempel hälso- och sjukvårdspersonal, vård- och omsorgspersonal, personal som arbetar med varuleveranser, säkerhetspersonal och transportarbetare. I maj 2020 presenterade kommissionen även en vägledning om fri rörlighet för hälso- och sjukvårdspersonal. Riktlinjer om säsongsarbetare antogs av kommissionen i juli 2020.

### Åtgärder för att underlätta turism
I mitten av maj 2020 presenterade kommissionen åtgärder för att underlätta återupptagandet av turism inom Europeiska unionen.

### Gemensamt digitalt covidintyg
I mars 2021 föreslog Europeiska kommissionen införandet av ett standardiserat intyg för vaccinering och testning mot covid-19 för att underlätta den fria rörligheten för personer under covid-19-pandemin. Efter en rekordsnabb lagstiftningsbehandling av Europaparlamentet och Europeiska unionens råd kunde lagförslaget träda i kraft den 1 juli 2021. Som utgångspunkt skulle innehavare av intyget inte omfattas av några reserestriktioner, såsom obligatorisk testning eller karantän, vid resa inom unionen. Det var dock fortfarande upp till varje medlemsstat att ytterst besluta om ”nödvändiga och proportionella begränsningar” i den fria rörligheten med hänsyn till folkhälsa, i enlighet med rörlighetsdirektivets bestämmelser.

## Avskaffandet av reserestriktionerna
Under 2022 började medlemsstater att helt avskaffa sina reserestriktioner till följd av covid-19-pandemin. I oktober 2022 hade alla inreserestriktioner på grund av covid-19-pandemin avskaffats. Den 13 december 2022 beslutade slutligen Europeiska unionens råd att formellt häva alla rekommenderade reserestriktioner på europeisk nivå. I slutet av 2022 och början av 2023 införde dock en rad medlemsstater reserestriktioner mot Kina till följd av omfattande smittspridning i landet; dessa hävdes senare under 2023.
|  | Alla reserestriktioner avskaffade (sedan angivet datum – vissa reserestriktioner mot Kina förekom även i slutet av 2022 och början av 2023) |

| Medlemsstat   | Alla reserestriktioner avskaffade | Ref.            |
| ------------- | --------------------------------- | --------------- |
| Belgien       | 2022-05-23                        | [ 98 ]          |
| Bulgarien     | 2022-05-01                        | [ 99 ] [ 100 ]  |
| Cypern        | 2022-06-01                        | [ 101 ] [ 102 ] |
| Danmark       | 2022-03-01                        | [ 103 ]         |
| Estland       | 2022-06-16                        | [ 104 ]         |
| Finland       | 2022-07-01                        | [ 105 ] [ 106 ] |
| Frankrike     | 2022-08-01                        | [ 107 ]         |
| Grekland      | 2022-05-01                        | [ 108 ]         |
| Irland        | 2022-03-06                        | [ 109 ]         |
| Italien       | 2022-06-01                        | [ 110 ] [ 111 ] |
| Kroatien      | 2022-05-01                        | [ 112 ]         |
| Lettland      | 2022-04-01                        | [ 113 ]         |
| Litauen       | 2022-05-01                        | [ 114 ]         |
| Luxemburg     | 2022-10-01                        | [ 115 ]         |
| Malta         | 2022-07-25                        | [ 116 ]         |
| Nederländerna | 2022-09-17                        | [ 117 ]         |
| Polen         | 2022-03-28                        | [ 118 ]         |
| Portugal      | 2022-07-01                        | [ 119 ]         |
| Rumänien      | 2022-03-09                        | [ 120 ] [ 121 ] |
| Slovakien     | 2022-04-06                        | [ 122 ]         |
| Slovenien     | 2022-02-19                        | [ 123 ]         |
| Spanien       | 2022-10-21                        | [ 16 ]          |
| Sverige       | 2022-04-01                        | [ 124 ]         |
| Tjeckien      | 2022-04-09                        | [ 125 ]         |
| Tyskland      | 2022-06-11                        | [ 126 ]         |
| Ungern        | 2022-03-07                        | [ 127 ]         |
| Österrike     | 2022-05-16                        | [ 128 ]         |